# Mario Ochoa
Mario Ochoa Gil (7 de novembre de 1927) és un exfutbolista mexicà.

## Selecció de Mèxic
Va formar part de l'equip mexicà a la Copa del Món de 1950.